# 105. п. н. е.

## Догађаји
- Југуртин рат се завршава након што Бох I, краљ Мавретаније, на превару зароби свог зета нумидијског краља Југурту и изручи га римском војсковођи Сули.